# Polystachya mukandaensis
Espèce
Synonymes
- Polystachya dorotheae Rendle[1]
- Polystachya huyghei De Wild.[1]
- Polystachya plehniana Schltr.[1]

Polystachya mukandaensis est une espèce de plantes de la famille des Orchidées et du genre Polystachya, présente dans plusieurs pays d'Afrique tropicale.